# Santa Matilde
|  | Per a altres significats, vegeu «Santa Matilde (reina)». |

Santa Matilde, (SM (sigla per a nom de la fàbrica i nom pel qual el cotxe va acabar fent-se més conegut) va ser un model d'automòbil produït en Brasil de 1978 a 1997, per la Companyia Industrial Santa Matilde.